# Giorgi Aburdzjania
Giorgi Aburdzjania (georgiska: გიორგი აბურჯანია), född 2 januari 1995 i Tbilisi, är en georgisk fotbollsspelare som spelar för AVS. 
Aburdzjania inledde karriären i Olimpi Rustavi och spelade sin första match för klubben under säsongen 2010/2011. Under säsongen 2012/2013 köptes han av Goriklubben Dila Gori. Han gjorde sin debut för klubben år 2012.